# Attouche
Attouche est un Aarch de villages de la commune Makouda situé dans la wilaya de Tizi Ouzou, à mi-chemin entre Tizi Ouzou et Tigzirt. 
La région est peuplée d'environ 15 000 habitants.

## Géographie

### Localisation
Attouche est située au nord-ouest de la wilaya de Tizi Ouzou, à 16 km au nord de Tizi Ouzou et 19 km au sud de Tigzirt. La localité se trouve à l'ouest de du village de Makouda, de part et d'autre du chemin de wilaya CW3 reliant Mizrana à Sidi Namane. La commune culmine à 500 mètres d'altitude.
| Imekhlaf      | Tibcharine | Tazrart |
| Boumhala      | Attouche   | Makouda |
| Foret Affeham | Litama     | Zaouia  |

### Villages d'Attouche
Attouche est composée de 13 villages :
- Agouni Bouaklane
- Ain Larbaâ
- Ath Ouazan
- Attouche centre (Agouni N'Ali Bouzid)
- Hadouda
- Ihassounène
- Issiakhène
- Izeroukène
- Maachera
- Tarvent
- Tassedart
- Tighilt N'Louh
- Tigoulmamine
- Sliha
- Tazarourt
- Maamoura

## Personnalités liées à la localité
- Hamidouche (1956-2002) : chanteur né dans le village d'Agouni Bouaklane[4]